# زبان ناتیکی
ناتیکی یا ساپووآفیک یکی از زبان‌های میکرونزیایی است که خاستگاه آن آب‌سنگ حلقوی ساپووآفیک در ایالت پوناپی، ایالات فدرال میکرونزی است. از ۷۰۰ نفری که به این زبان سخن می‌گویند تنها ۴۵۰ نفر در آب‌سنگ حلقوی ساپووآفیک زندگی می‌کنند. در گذشته انگاشته می‌شد که این زبان، گویشی از زبان پوناپی باشد. اما برای مردم با زبان پوناپی، خیلی قابل فهم نیست. هم‌اکنون این زبان، زبان درخطر انگاشته می‌شود.